# Łuk wyspowy

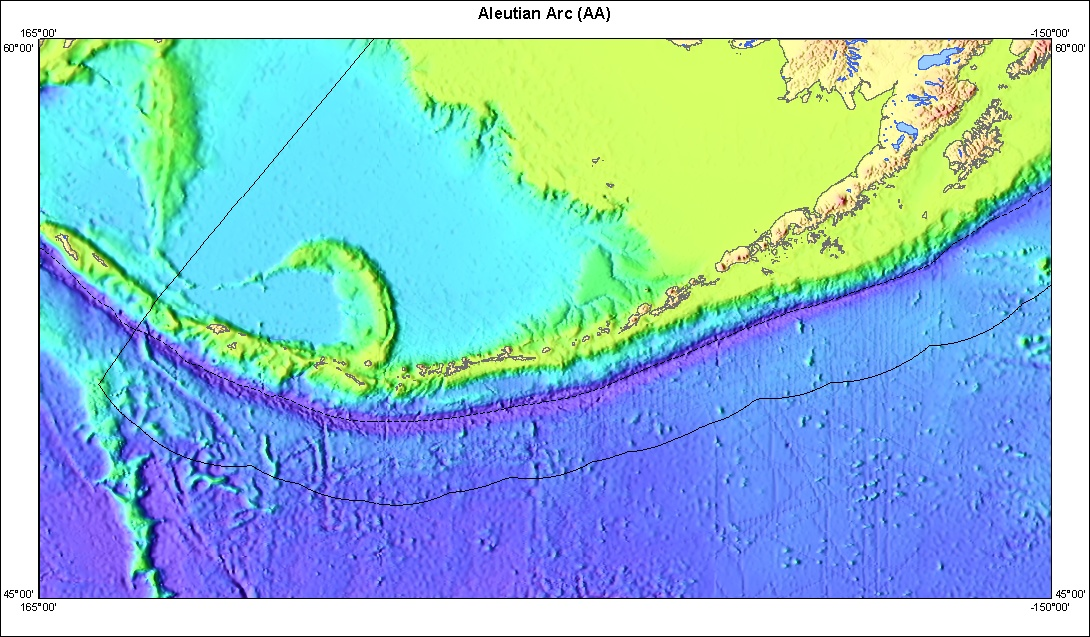
Łuk Aleutów na Oceanie Spokojnym, z widocznym rowem oceanicznym i basenem załukowym

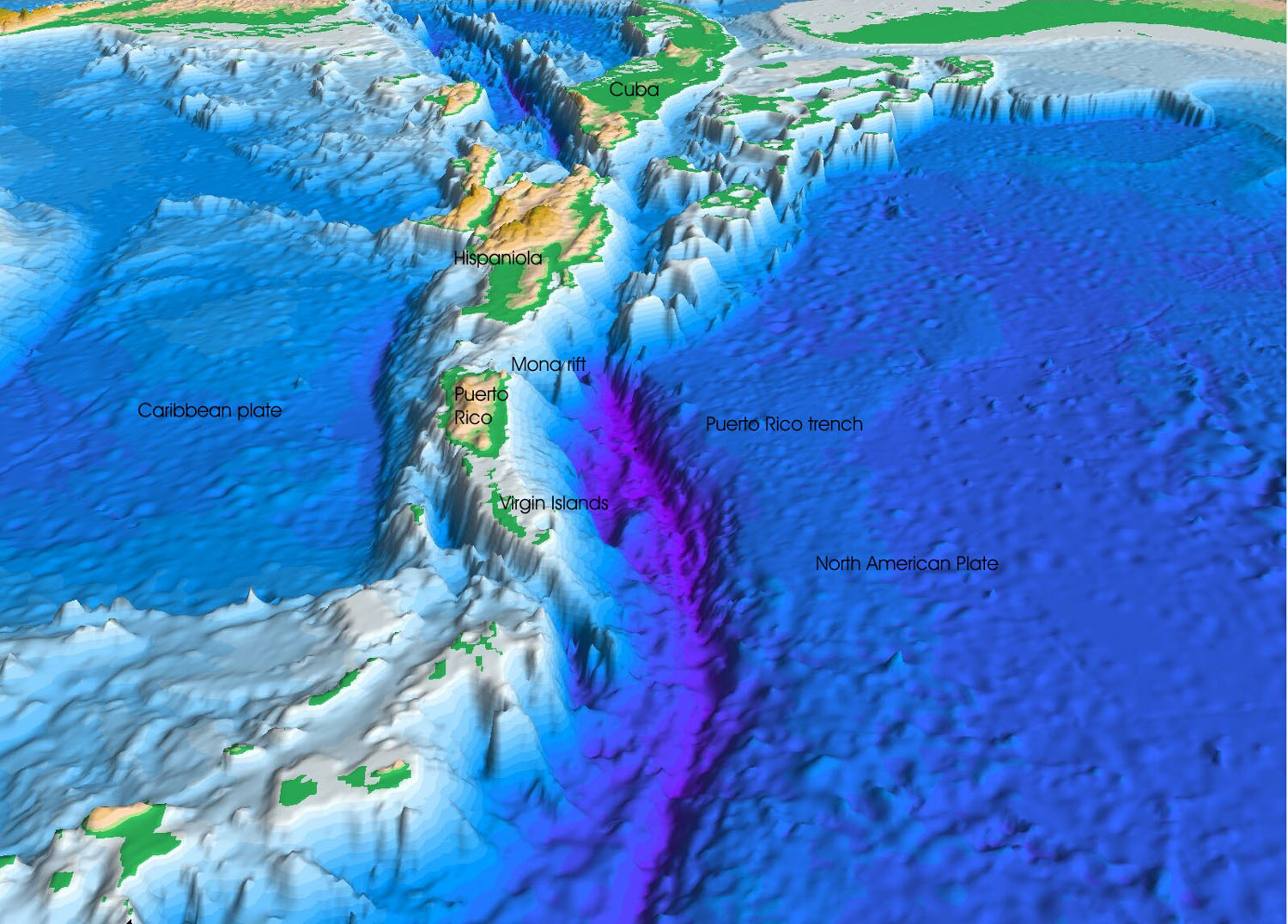
Łuk wyspowy Antyli na środkowym Atlantyku

Łuk wyspowy (łuk wysp, girlandy wysp, ang. island arc) – łańcuch wysp i wysepek wulkanicznych ściągniętych na kształt łuku, powstający w wyniku intensywnych erupcji law ponad strefą Benioffa. Wyróżnia się młode łuki wyspowe, budowane niemal wyłącznie z krzepnących law bazaltowych oraz stare łuki wyspowe, zbudowane z zakrzepłych law bazaltowych, andezytowych i materiału piroklastycznego oraz osadów pochodzących ze zniszczenia skał wulkanicznych. Pomiędzy łukiem wyspowym a kontynentem (lub innym łukiem wyspowym) znajduje się basen załukowy – obszar zbudowany ze skorupy oceanicznej, który się stale powiększa powodując oddalanie się łuku wyspowego od krawędzi kontynentalnej.
Wiele łuków wyspowych występuje w obszarze pacyficznego pierścienia ognia na Oceanie Spokojnym. Takimi łukami są Mariany, japońskie Wyspy Riukiu, Kuryle i Aleuty. Na Atlantyku także istnieją łuki wyspowe – Małe Antyle i Sandwich Południowy. Dawne łuki wyspowe można znaleźć również w obrębie obecnie istniejących kontynentów, gdzie znalazły się wskutek kolizji płyt tektonicznych.
Według niektórych autorów Wyspy Japońskie są przykładem bardzo starego łuku wyspowego, który uległ znacznym przemianom od czasu powstania, według innych są one fragmentem skorupy kontynentalnej, oderwanym od płyty eurazjatyckiej.
Teoria tektoniki płyt sugeruje istnienie strefy subdukcji przy łuku wyspowym, w miejscu gdzie jedna płyta oceaniczna wsuwa się pod drugą. Z taką strefą identyfikowane są rowy oceaniczne, rzeczywiście towarzyszące łukom wysp.